# Pemar prosteri
Pemar prosteri (finska: Paimion rovastikunta) är ett evangelisk-lutherskt prosteri i Åbo ärkestift, Finland. Lundo församlings kyrkoherde Risto Leppänen är kontraktsprost i Pemar prosteri.
Ett stift är indelat i prosterier enligt Domkapitlets beslut. I prosteriet finns en kontraktsprost som väljs bland kyrkoherdarna och kaplanerna i prosteriets församlingar. Prosteriet sköter bland annat en del av förvaltningen och stöder på olika sätt församlingarna i prosteriet.

## Församlingar i Pemar prosteri
Lista över församlingar i Pemar prosteri:
- Lundo församling
- Loimaa församling
- Väståbolands finska församling
- Martinkoski församling
- Pemar församling
- Pöytis församling
- Salo församling
- Somero församling